# Henrik Zetterberg
Henrik Zetterberg (* 9. října 1980) je bývalý švédský profesionální hokejista naposledy hrající severoamerickou NHL za tým Detroit Red Wings.

## Hráčská kariéra
Svou profesionální kariéru zahájil v roce 2000 v týmu švédské ligy Timrå IK, kde hrál také v době výluky NHL v sezóně 2004–05. V roce 1999 byl draftován jako číslo 210 týmem Red Wings. V NHL odehrál k dnešnímu dni (25.8.2008) celkem 355 utkání, nastřílel 152 gólů a na dalších 180 přihrál, celkem tedy má 332 bodů. Jeho nejúspěšnější sezónou byla 2007/2008 kdy nasbíral 92 bodů v 75 zápasech za 43 gólů a 49 asistencí. V playoff celkem posbíral 27 bodů a byl vyhlášen nejužitečnějším hráčem celého Playoff, ve kterém jeho klub Detroit Red Wings získal Stanley Cup. V roce 2002 vyhrál anketu o hokejistu roku ve švédské lize (Zlatý puk).
Se švédskou reprezentací získal Henrik Zetterberg zlatou olympijskou medaili v roce 2006 v Turíně, kromě toho je také držitelem jedné zlaté, jedné stříbrné a dvou bronzových medailí z mistrovství světa.

## Ocenění a úspěchy
- 2000/2001 Elitserien Nováček roku
- 2001/2002 Elitserien All-Star Team
- 2001/2002 Elitserien Zlatý puk
- 2002/2003 NHL All-Rookie Team
- 2004/2005 Elitserien All-Star Team
- 2004/2005 Elitserien Nejproduktivnější hráč (50 bodů)
- 2006/2007 Viking Award
- 2006/2007 NHL vstřelil nejvíce vítězných gólů (10 branek)
- 2007/2008 Viking Award
- 2007/2008 NHL nejproduktivnější hráč v playoff s 27 body (13 gólů + 14 asistencí)
- 2007/2008 NHL nejužitečnější hráč v playoff
- 2007/2008 NHL druhý All-Star Team
- 2007/2008 NHL Conn Smythe Trophy
- 2007/2008 NHL vítězný gól v rozhodujícím utkání v playoff
- 2008 Triple Gold Club (za vítězství ve Stanley Cupu, na olympijských hrách a mistrovství světa)

## Zajímavosti
V Detroitu patřil mezi nejlepší hráče týmu společně se svým spoluhráčem z lajny Pavlem Dacjukem. Na sezónu 2008/2009 byli zvoleni experty NHL mezi 50 nejlepšími hráči NHL na pozicích 3. Zetterberg a 4. Dacjuk.
Jeho manželkou je švédská moderátorka a zpěvačka Emma Andersson. Vzali se 23. června 2010 v Mölle ve Švédsku.

## Klubové statistiky
| Sezona            | Klub              | Soutěž            | Základní část | Základní část | Základní část | Základní část | Základní část | Play off | Play off | Play off | Play off | Play off |
| Sezona            | Klub              | Soutěž            | Z             | G             | A             | B             | TM            | Z        | G        | A        | B        | TM       |
| ----------------- | ----------------- | ----------------- | ------------- | ------------- | ------------- | ------------- | ------------- | -------- | -------- | -------- | -------- | -------- |
| 1997/1998         | Timrå IK          | HockeyAlls.       | 16            | 1             | 2             | 3             | 4             | 4        | 0        | 1        | 1        | —        |
| 1998/1999         | Timrå IK          | HockeyAlls.       | 37            | 15            | 13            | 28            | 2             | 4        | 2        | 1        | 3        | —        |
| 1999/2000         | Timrå IK          | HockeyAlls.       | 42            | 20            | 14            | 34            | 20            | 10       | 10       | 4        | 14       | —        |
| 2000/2001         | Timrå IK          | Elitserien        | 47            | 15            | 31            | 46            | 24            | —        | —        | —        | —        | —        |
| 2001/2002         | Timrå IK          | Elitserien        | 48            | 10            | 22            | 32            | 20            | —        | —        | —        | —        | —        |
| 2001/2002         | Timrå IK          | HockeyAlls.       | —             | —             | —             | —             | —             | 8        | 7        | 5        | 12       | 8        |
| 2002/2003         | Detroit Red Wings | NHL               | 79            | 22            | 22            | 44            | 8             | 4        | 1        | 0        | 1        | 4        |
| 2003/2004         | Detroit Red Wings | NHL               | 61            | 15            | 28            | 43            | 14            | 12       | 2        | 2        | 4        | 0        |
| 2004/2005         | Timrå IK          | Elitserien        | 50            | 19            | 31            | 50            | 24            | 7        | 6        | 2        | 8        | 2        |
| 2005/2006         | Detroit Red Wings | NHL               | 77            | 39            | 46            | 85            | 30            | 6        | 6        | 0        | 6        | 2        |
| 2006/2007         | Detroit Red Wings | NHL               | 63            | 33            | 35            | 68            | 36            | 18       | 6        | 8        | 14       | 1        |
| 2007/2008         | Detroit Red Wings | NHL               | 75            | 43            | 49            | 92            | 34            | 22       | 13       | 14       | 27       | 15       |
| 2008/2009         | Detroit Red Wings | NHL               | 77            | 31            | 42            | 73            | 36            | 23       | 11       | 13       | 24       | 13       |
| 2009/2010         | Detroit Red Wings | NHL               | 74            | 23            | 47            | 70            | 26            | 12       | 7        | 8        | 15       | 11       |
| 2010/2011         | Detroit Red Wings | NHL               | 80            | 24            | 56            | 80            | 40            | 7        | 3        | 5        | 8        | 6        |
| 2011/2012         | Detroit Red Wings | NHL               | 82            | 22            | 47            | 69            | 47            | 5        | 2        | 1        | 3        | 3        |
| 2012/2013         | EV Zug            | NLA               | 23            | 16            | 16            | 32            | 20            | —        | —        | —        | —        | —        |
| 2012/2013         | Detroit Red Wings | NHL               | 46            | 11            | 37            | 48            | 18            | 14       | 4        | 8        | 12       | 3        |
| 2013/2014         | Detroit Red Wings | NHL               | 45            | 16            | 32            | 48            | 20            | 2        | 1        | 1        | 2        | 0        |
| 2014/2015         | Detroit Red Wings | NHL               | 77            | 17            | 49            | 66            | 32            | 7        | 0        | 3        | 3        | 8        |
| 2015/2016         | Detroit Red Wings | NHL               | 82            | 13            | 37            | 50            | 24            | 5        | 1        | 0        | 1        | 4        |
| 2016/2017         | Detroit Red Wings | NHL               | 82            | 17            | 51            | 68            | 22            | —        | —        | —        | —        | —        |
| 2017/2018         | Detroit Red Wings | NHL               | 82            | 11            | 45            | 56            | 14            | —        | —        | —        | —        | —        |
| 2018/2019         | Detroit Red Wings | NHL               | 0             | 0             | 0             | 0             | 0             | —        | —        | —        | —        | —        |
| 2019/2020         | Detroit Red Wings | NHL               | 0             | 0             | 0             | 0             | 0             | —        | —        | —        | —        | —        |
| 2020/2021         | Detroit Red Wings | NHL               | 0             | 0             | 0             | 0             | 0             | —        | —        | —        | —        | —        |
| Elitserien celkem | Elitserien celkem | Elitserien celkem | 145           | 44            | 84            | 128           | 68            | 7        | 6        | 2        | 8        | 2        |
| NHL celkem        | NHL celkem        | NHL celkem        | 1082          | 337           | 623           | 960           | 431           | 137      | 57       | 63       | 120      | 79       |

### Reprezentační statistiky
| 1998        | Švédsko     | MEJ         | 6  | 2  | 1  | 3  | 4  |
| 2000        | Švédsko     | MSJ         | 7  | 3  | 2  | 5  | 8  |
| 2001        | Švédsko     | MS          | 9  | 1  | 3  | 4  | 2  |
| 2002        | Švédsko     | OH          | 4  | 0  | 1  | 1  | 0  |
| 2002        | Švédsko     | MS          | 9  | 0  | 7  | 7  | 4  |
| 2003        | Švédsko     | MS          | 9  | 3  | 4  | 7  | 2  |
| 2004        | Švédsko     | SP          | 4  | 1  | 1  | 2  | 4  |
| 2005        | Švédsko     | MS          | 9  | 2  | 4  | 6  | 4  |
| 2006        | Švédsko     | OH          | 8  | 3  | 3  | 6  | 0  |
| 2006        | Švédsko     | MS          | 8  | 2  | 3  | 5  | 6  |
| 2010        | Švédsko     | OH          | 4  | 1  | 0  | 1  | 2  |
| 2012        | Švédsko     | MS          | 8  | 3  | 12 | 15 | 4  |
| Celkem v MS | Celkem v MS | Celkem v MS | 52 | 11 | 33 | 44 | 22 |
| Celkem v OH | Celkem v OH | Celkem v OH | 16 | 4  | 4  | 8  | 2  |